# Kaiserstein (Hemmingen)

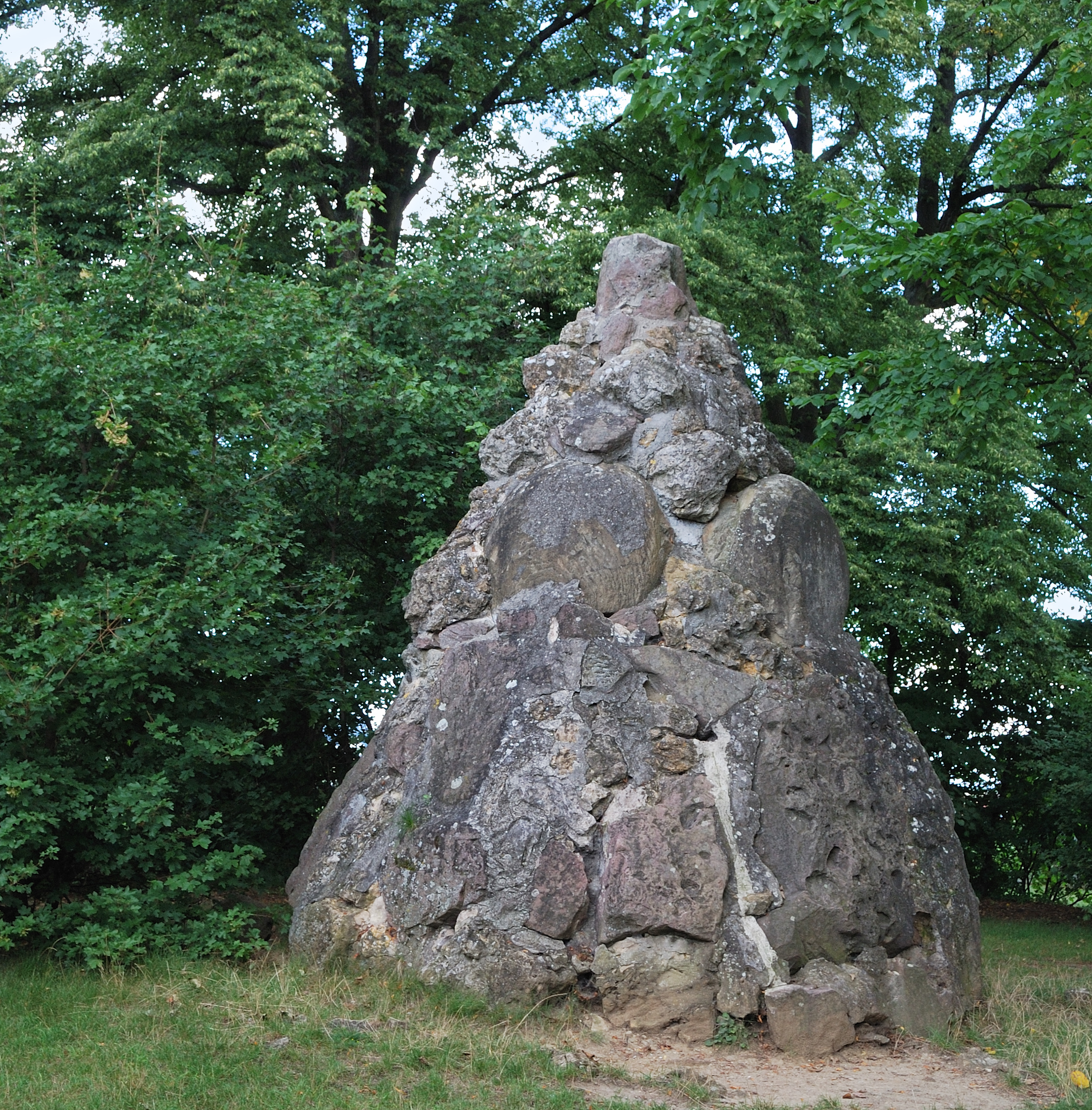
Der Kaiserstein

Der Kaiserstein Hemmingen ist ein etwa 6 Meter hohes Monument südlich von Hemmingen in Württemberg, der an den Besuch Kaiser Wilhelms I. 1885 im Schloss von Hemmingen erinnert. Der 1889 eingeweihte Kaiserstein Hemmingen gehört zu den höchsten Gedenksteinen in Baden-Württemberg.
Koordinaten: 48° 51′ 30″ N, 9° 2′ 10″ O